# Soumbeïla Diakité
Soumbeïla Diakité (Bamako, 25 agosto 1984) è un calciatore maliano, portiere dello Stade Malien.

## Palmarès

### Club

#### Competizioni nazionali
- Campionato maliano: 8

Stade Malien: 2002-2003, 2004-2005, 2005-2006, 2006-2007, 2009-2010, 2010-2011, 2012-2013, 2013-2014

#### Competizioni internazionali
- Coppa della Confederazione CAF: 1

Stade Malien: 2009